# Ratchis al longobarzilor
Ratchis (sau Rachis, Raditschs, Radics, Radiks), (n. secolul al VIII-lea d.Hr., Cividale del Friuli, Friuli-Veneția Giulia, Italia – d. anii 750 d.Hr., abația Monte Cassino⁠(d), Statele Papale) a fost duce longobard de Friuli de la 739 la 744, apoi rege al longobarzilor de la 744 la 749, iar mai târziu duce de Spoleto (756-757).
Tatăl lui a fost ducele Pemmo de Friuli, iar Ratchis a fost căsătorit cu Tassia, provenind din Roma. El a domnit în pace, până în momentul în care, din motive necunoscute, a asediat Perugia. Papa Zaharia l-a convins să ridice asediul. Mai mult decât atât, Ratchis s-a retras de la conducerea regatului și s-a retras la abația din Montecassino, împreună cu familia sa. După moartea regelui Aistulf în 756, a încercat să revină, devenind duce de Spoleto, însă a fost înfrânt de către regele Desiderius și s-a retras din nou la mănăstire.